# یسپر نلین
یسپر نلین (انگلیسی: Jesper Nelin؛ زادهٔ ۳ اکتبر ۱۹۹۲) ورزشکار دوگانه اهل سوئد است.
وی در مسابقات کشوری و بین‌المللی در مجموع برندهٔ ۱ مدال طلا، ۲ مدال نقره شده‌است.